# ギドロプレス設計局
ギドロプレス設計局（ギドロプレスせっけいきょく）（正式名称ロシア語: Акционерное общество "Ордена Трудового Красного Знамени и ордена труда ЧССР опытное конструкторское бюро "ГИДРОПРЕСС"
略称ロシア語: АО ОКБ «ГИДРОПРЕСС» , 英語: OKB Gidropress）はロシアの原子力開発企業。ギドロプレスとは水圧を意味する。本社はポドリスク。
原子力発電関連設備の設計・解析・開発・製造を手がける。ロシア型加圧水型原子炉で有名。元々ソビエト連邦の設計局でその名前が現在も残っている。アトムエネルゴマシュの子会社でロスアトムグループに属する。 

## 歴史
この会社は1946年1月28日の人民委員会議で、ソ連重工業人民委員令によって1946年2月1日に設立された。
2018年5月18日、ロスアトム傘下のギドロプレス設計局が液体金属冷却炉「SVBR-100」（熱出力280MW、電気出力100MW）をベースとした軍用船舶用原子炉の開発開始を2017年次公式報告書にて発表（新型液体金属冷却炉は次世代潜水艦ハスキー級に搭載予定）。

## 原子炉
関わった原子炉としては以下のものがある。
1. RBMK-1000の気水分離器
2. RBMK-1500の気水分離器
3. VVERシリーズ
4. SVBR-100 (PDF)
5. SVBR reactor modules (PDF)
6. AKME SVBR-100
7. Angstrem
8. VT-1型原子炉
9. BM-40A
10. BREST-OD-300(RDIPE, Russian Federation) - IAEA ARIS Database (PDF) [6]
11. BN-800の蒸気発生器[7]
12. BN-1200の蒸気発生器[8]